# Aholt (Bocholt)
Het scholtengoed Aholt is een soort van groothoeve aan de Heggenaa in het stadsgebied van Bocholt (Westfalen, Duitsland) aan de Böggeringstraße, in vroeger tijden aangeduid als Bocholter Feldmark.
Het goed wordt reeds in de dertiende eeuw vermeld, onder meer in een oorkonde van 6 juni 1257 waarin bisschop Otto II van Münster voor een bedrag van 270 mark het kasteel Ringenberg verwierf, en de oude eigenaar Sweder van Dingden jaarlijkse renten uit zijn goederen verpandde, onder andere 40 malter rogge en gerst uit de hof Aholt (Ahulthe). Maar reeds eerder is er sprake van een Hildebrand van Aholt (Hildebrandus de Aholte), als tiendplichtige van Ludolphus, bisschop van Münster, in een akte van 2 april 1243.
Het scholtengoed Aholt was blijkens de bronnen eigendom van het bisdom Münster en de bewoners van Aholt bezaten de volle jachtrechten in het gehele Münsterland. Dit recht is ook verwerkt in het familiewapen van het geslacht dat vanaf 1680 het scholtengoed bewoont. Het vertoont een jachthoorn, waarbij het wapenschild wordt gedragen door twee gehalsbande jachthonden. Het geslacht dat tot 1680 het goed bewoonde gebruikte evenwel een heel ander wapen, namelijk 3 (gegroepeerd 2:1) rozen of vijfpuntige sterren. 

Op het hoogtepunt van de feodaliteit kende het bisschoppelijke goed Aholt 24 onderhorige hofsteden die verspreid gelegen waren in de kerspelen Bocholt, Rhede, Dingden en Brünen. Aholt wordt dan in oude bronnen ook aangeduid als bisschoppelijk Haupthof of Amtshof. Aan de bewoners van dit scholtengoed waren meerdere feodale rechten toegewezen. Oudtijds met name het recht van horigenruil met grondbezitters in de directe omgeving, en blijkens twee bewaard gebleven hofboeken in jongere tijden het voorzitterschap bij de hofrechtspraak, dat jaarlijks op Aholt werd gehouden in aanwezigheid van alle pachters. Na de afschaffing van de feodale verbanden bleef van Aholt een grotere boerderij over die langzamerhand aan economisch belang inboette. Het tegenwoordige goed bestaat uit een moderne woonvleugel en een 19e-eeuwse bedrijfsruimte. Die ruimte had gedurende het laatste kwart van de twintigste eeuw al geen agrarische functie meer, maar werd toen gebruikt als opslagruimte voor tapijten. Recentelijk werd het gebruikt als winkel voor tuinbenodigdheden.

## Families
Tot 1679 was het scholtengoed Aholt bewoond door een geslacht dat in de bronnen wordt aangeduid als Schulten zu Aholte. Leden van dit geslacht behoorden tot de 'buitenburgers' van de stad Bocholt. Na het uitsterven in mannelijke lijn van de erfopvolgers op het goed kwam deze vanaf 1680 in handen van een telg uit het regionaal bekende geslacht Ernsten. Al snel namen de leden van dit geslacht de naam Aholt aan, en thans nog treffen we deze naam in en om Bocholt aan. Een jongere tak vestigde zich op andere boerderijen te Bocholt en kreeg de naam Ahold. Uit deze stam is weer een staak in Nederland terechtgekomen die daar thans Ahoud genoemd wordt. Een andere staak verplaatste zich van Bocholt, via Amsterdam naar Noord-Brabant en heet thans Ahout.
Een jongere tak van het aloude geslacht Schulten zu Aholte noemde zich voornamelijk naar hun boerderij in de Bocholtse buurschap Herzebocholt, namelijk Demming en Demmink. Daarvan bestaan thans afstammingslijnen in Duitsland, Nederland en de Verenigde Staten. Ook komt in deze afstammingslijn de naam Aholt weer terug, onder andere in een familietak die (naast een afstammingslijn in Duitsland) zich na 1840 in de staat Missouri in de Verenigde Staten vestigde.

## Lijst van scholten op Aholt
- Hildebrandus de Aholte (vermeld 1243)
- Berndt Schulten zu Aholte (vermeld 1427-1460)
- Esselen Schulten zu Aholte (vermeld 1462-1463)
- Johan Schulten zu Aholte (vermeld 1466-1467)
- Arndt Schulten zu Aholte (vermeld 1481-1492)
- Gerdt Schulten zu Aholte (vermeld 1501-1527)
- Berndt Schulten zu Aholte (vermeld 1534)
- Gerdt Schulten zu Aholte (vermeld 1557-1574)
- Gerdt Schulten zu Aholte (vermeld 1614)
- Wesselus Schulten zu Aholte (1657-1679)
- Joannes Welsing (interim, 1680-1689)
- Antonius Ernsten (schoonzoon Wesselus vnd., 1689-1717)
- Adelheidis Schulten zu Aholte (erfdochter Wesselus vnd., 1717-1727)
- Wesselus Ernsten/Aholt (1683-1766)
- Antonius Aholt (1708-1741)
- Joannes Antonius Aholt (1737-1810)
- Johann Anton Franz Joseph Aholt (1806-1884)
- Johann Anton Aholt (1835-1892)
- Heinrich Anton Aholt (1876-1952)
- Anton Johann Joseph Aholt (1909-1984)